# 930 до н. е.

## Події
- Ізраїльське царство: одна з можливих дат розпаду Ізраїльського царства, початок його розділу, який пов'язаний зі смертю Соломона.